# Christian Watson
(en) Statistiques sur pro-football-reference
Christian Justus Watson, né le 12 mai 1999 à Phoenix en Arizona, est un joueur professionnel américain de football américain. 
Il joue au poste de wide receiver pour la franchise des Packers de Green Bay dans la National Football League (NFL) depuis 2022.
Il est le fils du safety Tim Watson.

## Biographie

### Carrière universitaire
Watson joue son football universitaire avec le Bison de North Dakota State, une équipe de division 1B (FCS) qui a une réputation pour produire de nombreux joueurs de calibre de la NFL. Une bonne performance au Senior Bowl lui permet de se positionner en bonne position en prévision du draft de 2022.

### Carrière professionnelle
Lors de ce dernier, il est sélectionné par les Packers de Green Bay, une équipe où les wide receivers ont été décimés durant la offseason. Durant l'été, ses performances sont pauvres, surtout en comparaison d'un autre rookie de l'équipe, Romeo Doubs, et cette tendance continue pendant la première moitié de la saisie. Celle-ci est marquée par un touchdown échappé par Watson lors de son premier match contre les Vikings du Minnesota. Cependant, durant la 10e semaine, la saison de Watson change pour le mieux alors qu'il marque trois touchdown contre les Cowboys de Dallas. Son premier touchdown, son premier en carrière et où il bat le cornerback Anthony Brown, est décrit comme similaire à celui qu'il avait échappé face aux Vikings. Watson devient par la suite le principal wide receiver de l'équipe, position qu'il garde pour le reste de la saison,.

## Statistiques
| Année  | Équipe               | MJ |     | Passes réceptionnées | Passes réceptionnées | Passes réceptionnées | Passes réceptionnées |       | Courses | Courses | Courses | Courses |
| Année  | Équipe               | MJ | Nb. | Yards                | Moy.                 | TD                   | Nb.                  | Yards | Moy.    | TD      |         |         |
| 2022   | Packers de Green Bay | 14 | 41  | 0611                 | 14,9                 | 7                    | 7                    | 80    | 11,4    | 2       |         |         |
| 2023   | Packers de Green Bay | 9  | 28  | 0422                 | 15,1                 | 5                    | 4                    | 11    | 2,8     | 0       |         |         |
| 2024   | Packers de Green Bay | 15 | 29  | 0620                 | 21,4                 | 2                    | 4                    | 23    | 5,8     | 0       |         |         |
| Totaux | Totaux               | 38 | 98  | 1 653                | 16,9                 | 14                   | 15                   | 114   | 7,6     | 2       |         |         |

| Année  | Équipe               | MJ |     | Passes réceptionnées | Passes réceptionnées | Passes réceptionnées | Passes réceptionnées |       | Courses | Courses | Courses | Courses |
| Année  | Équipe               | MJ | Nb. | Yards                | Moy.                 | TD                   | Nb.                  | Yards | Moy.    | TD      |         |         |
| 2023   | Packers de Green Bay | 2  | 2   | 20                   | 10,0                 | 0                    | 0                    | 0     | -       | -       |         |         |
| Totaux | Totaux               | 2  | 2   | 20                   | 10,0                 | 0                    | 0                    | 0     | -       | -       |         |         |